# Rio Jaguari (Vale do Paraíba)
O rio Jaguari é um curso de água, do estado de São Paulo, afluente da margem esquerda do rio Paraíba do Sul. Tem sua nascente no município de Guarulhos, e atravessa os municípios de Arujá, Santa Isabel (São Paulo), Igaratá, Jacareí (onde é represado, formando a represa Igaratá ou Jaguari) e São José dos Campos. Sua foz é no rio Paraíba do Sul, no município de São José dos Campos (bairro Altos de Santana).

## Homônimo
Existe um outro rio com o mesmo nome a pouca distância, o rio Jaguari com nascente no estado de Minas Gerais e afluente do rio Piracicaba do estado de São Paulo. Ele também é represado, formando a represa do Jaguari, pertencente ao sistema Cantareira.

## Polêmica sobre a captação das águas da represa Jaguari
Em março de 2014, o governador de São Paulo, Geraldo Alckmin, apresentou proposta para interligação da represa do Jaguari (Igaratá) com a represa de Atibainha (sistema Cantareira) através de um túnel. Tal projeto levaria a água da represa Jaguari para o sistema Cantareira, que atravessa a pior seca desde que foi criado. O projeto não tem apoio do governo do estado do Rio de Janeiro, pois o mesmo acha que ele, ao retirar água do rio Jaguari, irá diminuir a vazão do rio Paraíba do Sul em épocas de seca (tal rio abastece o estado do Rio de Janeiro). A decisão final quanto ao projeto ficará a cargo da Agência Nacional de Águas e Saneamento Básico e também receberá parecer da Agência Nacional de Energia Elétrica.

## Etimologia
O topônimo "Jaguari" se originou do nome tupi îaguary, que significa "rio das onças" (îagûara, onça + 'y, rio)..